# 下奥尔姆
下奥尔姆（德語：Nieder-Olm，發音：[ˈniːdɐ ʔɔlm]）是德国莱茵兰-普法尔茨州美因茨-宾根县的城市，与上奥尔姆相邻，面积11.22平方千米，2023年12月31日人口为10,393人。

## 友好城市
- 法國 乌尔斯河畔勒塞（1967年）
- 義大利 布索伦戈（1984年）
- 西班牙 拉尔库迪亚（1989年）